# Le Bernard
Le Bernard ist eine westfranzösische Gemeinde mit 1.408 Einwohnern (Stand: 1. Januar 2022) im Département Vendée in der Region Pays de la Loire. Die Gemeinde besteht aus mehreren Weilern (hameaux) und Einzelgehöften.

## Lage
Der Ort Le Bernard ist nur etwa vier Kilometer (Luftlinie) von der Atlantikküste entfernt und liegt in einer Höhe von ca. 20 m ü. d. M. Die nächstgrößere Stadt ist das etwa 29 Kilometer (Fahrtstrecke) nördlich gelegene La Roche-sur-Yon; der bekannte Badeort Les Sables-d’Olonne befindet sich circa 35 Kilometer nordwestlich. Der Nachbarort Avrillé ist nur etwa sechs Kilometer entfernt.

## Bevölkerungsentwicklung
| Jahr      | 1800 | 1851 | 1901 | 1954 | 1999 | 2013 |
| Einwohner | 597  | 928  | 989  | 787  | 623  | 1226 |

In den Jahren um 1900 erreichte Le Bernard eine Einwohnerzahl von etwa 1000; danach sank diese bis auf ca. 550 in den 1970er und 1980er Jahren ab, um zu Beginn des 21. Jahrhunderts auf den bislang höchsten Wert anzusteigen.

## Wirtschaft
Der Ort und seine Umgebung waren jahrhundertelang landwirtschaftlich geprägt; die meisten Menschen lebten als Selbstversorger; im Ort selbst bildeten sich verschiedene Handwerks- und Dienstleistungsberufe heraus. Im ausgehenden Mittelalter und in der frühen Neuzeit wurde neben der Feldwirtschaft und ein wenig Viehzucht auch in geringem Umfang Weinbau betrieben, der jedoch – nach der Reblauskrise im ausgehenden 19. Jahrhundert – nahezu eingestellt wurde. Seit den 1960er Jahren spielt der Tourismus in Form der Vermietung von Ferienwohnungen (gîtes) eine bedeutende Rolle im Wirtschaftsleben der Gemeinde.

## Geschichte
Mehrere Dolmen und Menhire bezeugen die Anwesenheit von Menschen in der Jungsteinzeit. Aus römischer und gallorömischer Zeit sind die Fundamente einer Thermenanlage und eines Landguts (villa rustica) ergraben worden; der Stumpf eines Wachturms steht mitten in einem Feld. Im 12. Jahrhundert entstand eine romanische Kirche.

## Sehenswürdigkeiten

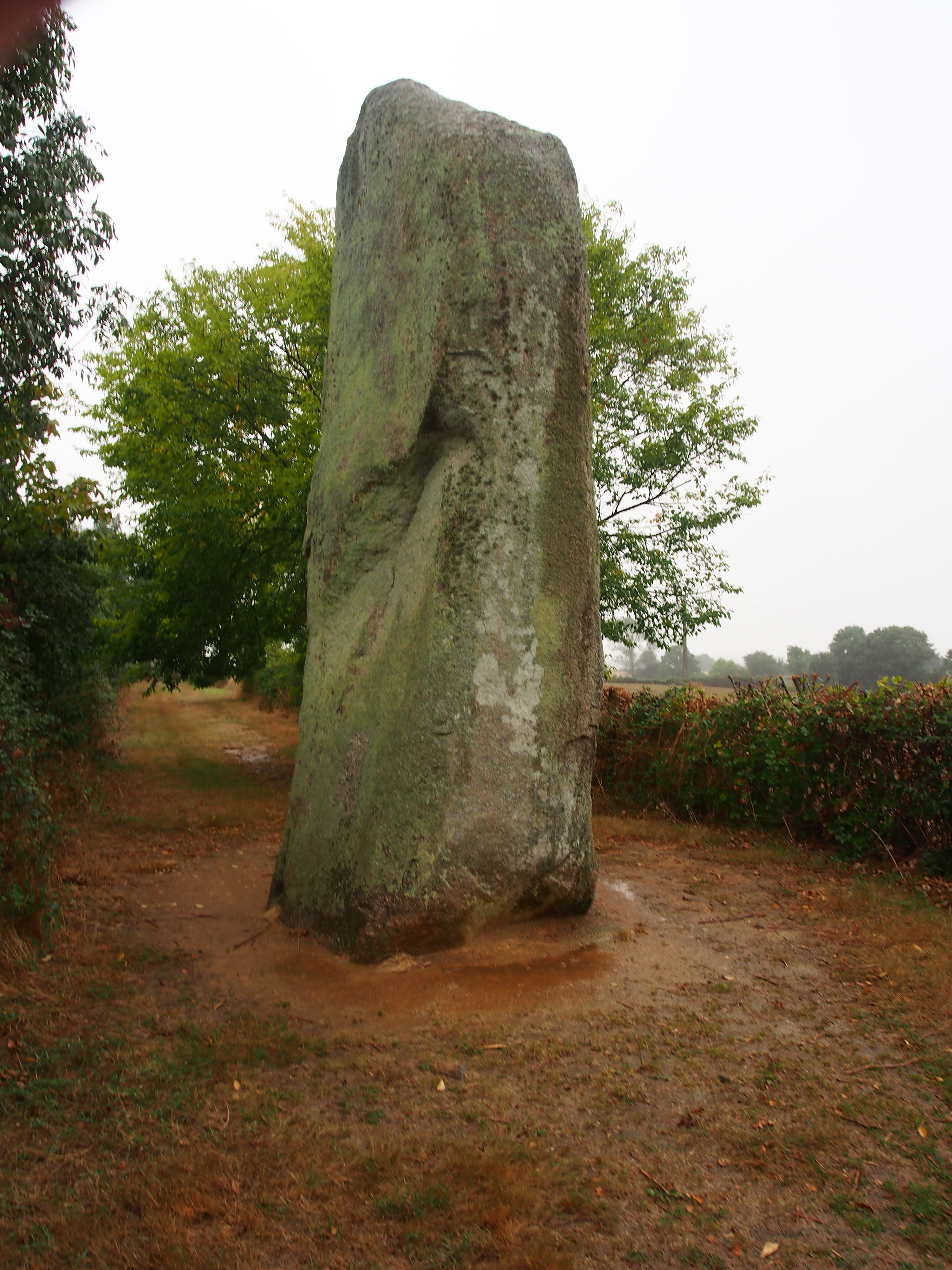
Der große Menhir

- Die romanische Pfarrkirche Saint-Martin ist größtenteils aus nur grob behauenen Bruchsteinen errichtet worden; lediglich Teile der Apsis, des Vierungsturmes sowie die gesamte Fassade sind aus exakt behauenen Granitsteinen gemauert. Der kleine seitliche Treppenturm ist verputzt. Die Kirche verfügt über zwei Scheingiebel über der Westfassade und über der Rückwand der flachschließenden Apsis. Über dem Portal verläuft ein horizontaler Konsolenfries. Das im Scheitel leicht angespitzte Tonnengewölbe des Kirchenschiffs ist von Putzschichten befreit worden. Die Apsis schließt mit einem spätgotischen Maßwerkfenster. Im Jahr 1927 wurde der Kirchenbau als Monument historique anerkannt.[2]

außerhalb

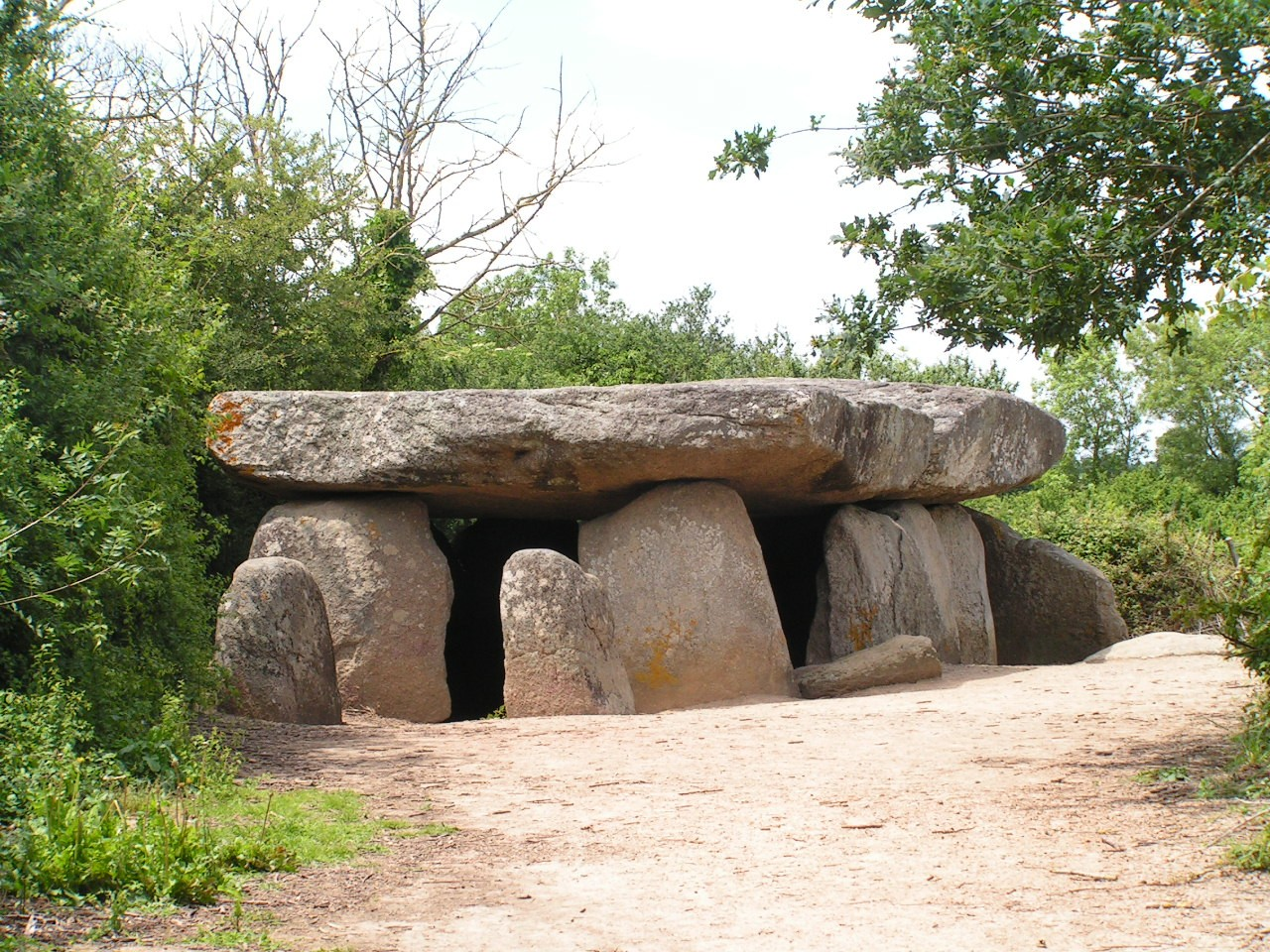
Dolmen La Frébouchère

- In der Umgebung des Ortes stehen mehrere Dolmen, (z. B. Dolmen de la Cour-du-Breuil, Dolmen des Pierres Folles du Plessis) darunter auch solche, die als Monument historique anerkannt sind.[3][4][5] Aber auch die nur ca. 300 m nördlich des Ortes gelegenen drei Dolmen von Savatole sind sehenswert.
- Auch zwei benachbarte etwa 7,5 und 4,0 m hohe Menhire (Menhirs du Plessis) befinden sich auf dem Gemeindegebiet.[6]
- Der Stumpf eines gallorömischen Wachturms steht in einem Feld; er ist seit dem Jahr 1935 als Monument historique eingestuft.[7]